# Willem Schouten
Willem Schouten (1567 - 1580? Hoorn, Holandsko - 1625 záliv Antongil Bay, Madagaskar) byl holandský cestovatel a mořeplavec ve službách Nizozemské Východoindické společnosti. V roce 1615 se společně s Jacobem Le Mairem snažil zlomit monopol této společnosti tím, že se pokusili připlout do Indonésie přes Tichý oceán.
V roce 1601 se účastnil jako lodní chirurg jedné z prvních plaveb do východní Indie, kde byl ve službách Východoindické společnosti.

## Cesta kolem světa
Dne 14. června 1615 se vydal spolu s krajanem Jacobem Le Mairem na lodích Eendracht a Hoorn do Tichomoří. Loď Hoorn shořela již na počátku cesty v Atlantiku. Při plavbě objevil ostrov poblíž Ohňové země a nazval je ostrovy Států (správněji by bylo ostrovy Stavů, to je Generálních stavů jak se tehdy nazývala Nizozemská vláda) a domnívali se o něm a mnozí mořeplavci i po nich, že se jedná o severní část Jižní země. V této části objevili i průliv, který nese název Le Maira. Dále 29. ledna 1616 znovuobjevili mys Horn, který pojmenovali podle Schoutenova rodiště. Po proplutí průlivu do Tichého oceánu se vydali k souostroví Tuamotu. Dne 21. dubna 1616 byl prvním, kdo navštívil souostroví Tonga od západu. Do 24. dubna se věnoval průzkumu ostrovů Tafahi, Niuatoputapu a Niuafo'ou. Dne 28. dubna objevili Hoornův ostrov v souostroví Wallis a Futuna, kde byli velmi vřele přijat domorodci a zdrželi se zde až do 12. května. Poté pluli podél severního pobřeží Nového Irska a Nové Guiney k ostrovům, které jsou dnes nazývány Schoutenovy ostrovy, kam dopluli 24. června 1616. Odtud pluli k souostroví Moluky, kde byli 12. září 1616 na ostrově Ternate slavnostně přivítáni tehdejším guvernérem Laurensem Reaelem, admirálem Stevenem Verhagenem a guvernérem ostrova Ambon, Jasperem Janszem. Po nákupu koření odpluli do Batávie, kam dorazili 28. října s 84 z původních 87 členů posádky, což byl velký úspěch. Ačkoliv absolvovali společně Jacobem Le Mairem úspěšnou cestu, oba byli zatčeni za porušení monopolního obchodu s kořením na Molukách a loď jim byla zabavena. Po propuštění se vrátil přes Indický oceán a kolem mysu Dobré naděje zpět do Holandska. V roce 1625 byl opět ve službách Nizozemské Východoindické společnosti vyslán do Indie. Po obeplutí jižního cípu Afriky zemřel v zálivu Antongil Bay na Madagaskaru.

## Dílo
- "De ontdekkingsreis van Jacob Le Maire en Willem C. Schouten". vyd. W. Engelbrecht, 2sv., Haag 1945
- "Journal ofte Beschrijving van de wonderlicke Reyse....". Amsterdam 1618 (překlad do franc., angl., a něm.)